# Kickboxer 5: Odkupienie
Kickboxer 5: Odkupienie (ang. Kickboxer 5: The Redemption) – amerykański film akcji z 1995 roku, czwarty sequel Kickboksera.

## Opis fabuły
Matt Reeves (Mark Dacascos) jest wielokrotnym mistrzem świata w kickboksingu. Mieszka w Los Angeles i prowadzi szkołę walki dla chłopców. Od kilku lat nie walczy już na ringu, lecz nadal uważnie śledzi przebieg zawodów i trenuje zawodników. Pewnego dnia dowiaduje się, że jego przyjaciel, znany kickbokser David Sloane, został zamordowany w niejasnych okolicznościach. Tymczasem młody Johnny Styles, podopieczny Matta, zdobywa tytuł mistrza Stanów Zjednoczonych. Tuż po walce otrzymuje propozycję przystąpienia do nowej federacji kickboksingu, założonej przez wpływowego pana Negaala z RPA. Matt odnosi się do tego pomysłu sceptycznie – nigdy wcześniej o tej organizacji nie słyszał. Wieczorem Johnny spotyka się z przedstawicielami Negaala, aby omówić kontrakt. Warunki są nie do przyjęcia, więc chłopak odmawia. Wtedy ludzie Negaala zabijają go. Matt Reeves jest wstrząśnięty śmiercią swego wychowanka. Dowiaduje się, że David Sloane również dostał od pana Negaala propozycję nie do odrzucenia, a wkrótce potem został zamordowany. Matt wyjeżdża do Johannesburga, aby pomścić śmierć przyjaciół. Tymczasem Negaal nasyła na niego płatnego zabójcę. Nie spodziewa się jednak, że ci się zaprzyjaźnią. Teraz obaj stają naprzeciw Negaala i jego ludzi.

## Obsada
- Mark Dacascos jako Matt Reeves
- James Ryan jako Mr. Negaal
- Geoff Meed jako Paul Croft
- Tony Caprari jako Moon
- Greg Latter jako Bollen
- Duane Porter jako Bull
- George Moolman jako Pinto
- Denney Pierce jako Johnny Styles
- Rulan Booth jako Angie
- Gavin Hood jako niemiecki mistrz